# Gnomidolon guianense
Gnomidolon guianense là một loài bọ cánh cứng trong họ Cerambycidae.